# Чёган (Кангра)
Чё́ган (хинди चौगान, англ. Chowgan) также известная как Тибетская колония в Бире — деревня на востоке округа Кангра в штате Химачал-Прадеш северной Индии в которой располагается поселение тибетских беженцев.
Тибетская колония была образована в начале 1960-х годов после изгнания Далай-ламы и его сподвижников из Тибета.
В колонии расположены несколько буддийских монастырей (представляющих традиционные школы Ньингма, Кагью и Сакья), центр тибетских ремёсел, тибетская начальная деревенская школа (англ. Suja), филиал Тибетского медицинского и астрологического института (англ. Men-Tsee-Khang), медицинская клиника и институт традиционных индийских и тибетских учений «Олений парк» (англ. Deer Park). Также в деревне есть несколько магазинов, кафе и гостевых домов.

## География
Тибетская колония Бира расположена в деревне Чёган на юго-западной границе с деревней Бир техсила Байджнатх округа Кангра в штате Химачал-Прадеш.
Тибетская колония в Бире расположена юго-восточнее города Дхарамсала что примерно в трёх часах дороги на автобусе от него, и в 4 километрах юго-западнее популярного места занятия парапланеризмом, называемого Биллина (англ. Billing), который лежит на пути Тамсар (англ. Thamsar Pass), ведущего к деревне Бара Бханжал(англ. Bara Bhangal).
С точки зрения рельефа, Бир расположен у подножия хребта Дхаоладхар индийских гималаев.
Ближайшая к деревне железнодорожная станция — Аджу (англ. Ahju) узкоколейной линии между городами Патханкот и Джогиндернагар.
Дорога, ведущая к тибетской колонии в Бире начинается от поворота обозначенного как «Bir Road»(рус. дорога на Бир) на трассе NH20, примерно на полпути между городами Байджнатх и Джогиндернагар.

## Население
Основную часть населения тибетской колонии составляют тибетские беженцы. В деревне в основном проживают индийские семьи и небольшое количество эмигрантов и приезжих. 
Большинство тибетских беженцев пришли сюда из области Кам юго-восточного Тибета, но многие из беженцев, живущих в колонии сегодня, родились в Индии, и население продолжает диверсифицироваться.

## Достопримечательности

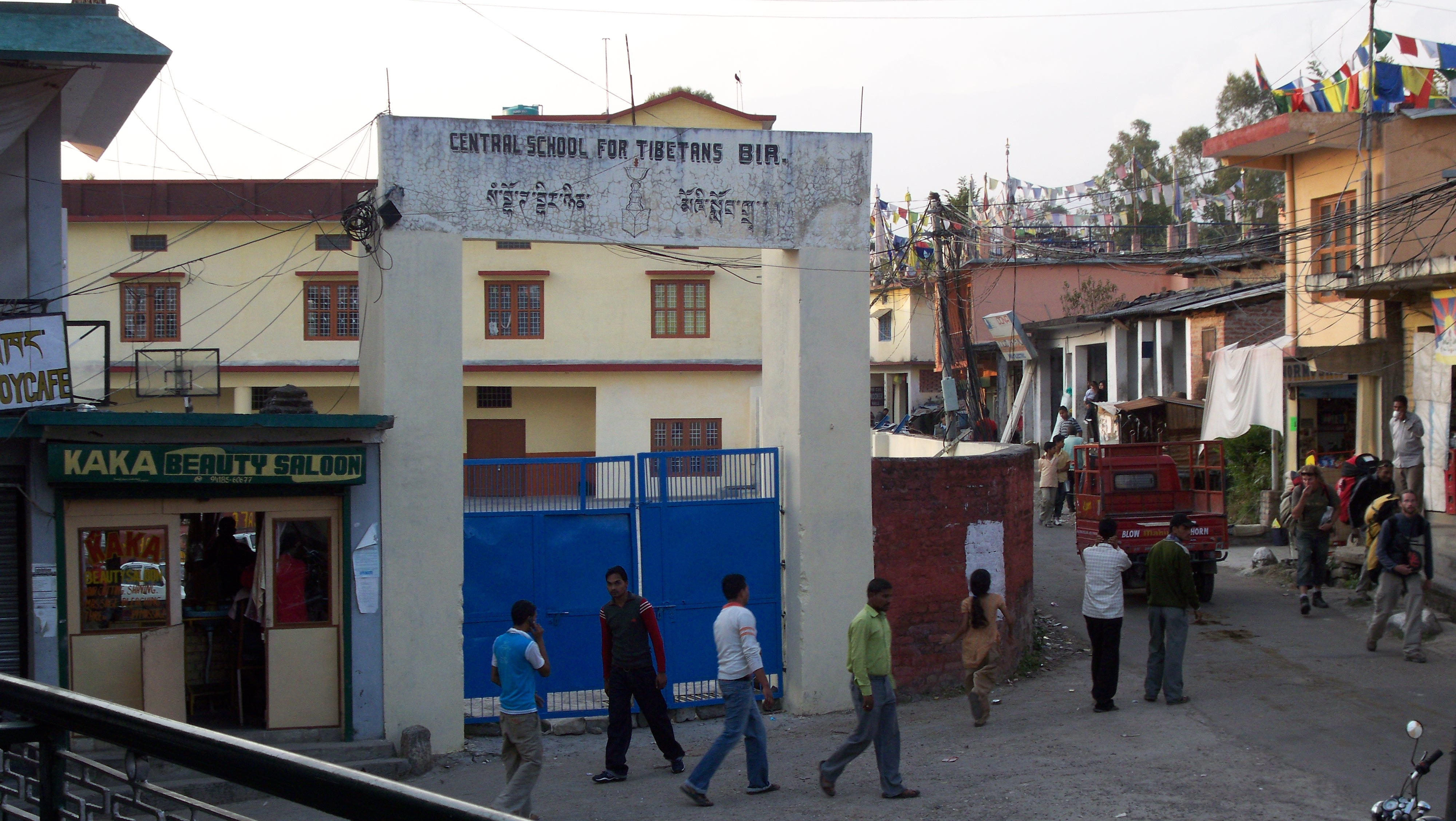
Школа на центральной улице

В Бире и его окрестностях есть несколько учебных заведений, которые привлекают студентов, туристов, волонтеров и других посетителей со всей Индии и из-за рубежа.
Институт «Олений Парк» (англ. Deer Park Institute) является центром по изучению классических индийских традиций и учений, основанный Дзонгсар Кхенце Ринпоче в марте 2006 года под патронажем Далай-ламы. Институт часто проводит лекции и семинары с участием известных ученых и учителей медитации.
Чоклинг Гомпа (англ. Chokling Gompa) — монастырь. Обитель для Нетен Чоклинг, который является ламой по учению Ньингма в тибетском буддизме а также режиссёром фильма «Миларепа». Чоклинг Гомпа со своим большим молельным залом и разрисованной ступой является архитектурной достопримечательностью. В дополнение к своей текущей деятельности обучения монахов, монастырь периодически проводит открытые для посетителей буддийские церемонии. На его территории существует гостевой дом и кафе.
Также в колонии расположены ещё несколько других монастырей и храмов, тибетская травяная клиника и центр традиционных ремёсел который также служит достопримечательностью для туристов. Главный монастырь Шераб Линг (англ. Sherab Ling) находится в нескольких минутах езды, у деревни Бхатту (англ. Bhattu). Институт Дзонгсара (тибетский буддийский монашеский колледж) находится около деревни Чаутра (англ. Chauntara).

## Упоминания
В тибетской колонии Бира снимался фильм Кубок режиссёра Кхьенце Норбу, основанный на событиях, происходивших в деревне во время Чемпионата мира по футболу 1998.